# 三菱Minica Skipper
三菱Minica Skipper（日语：三菱・ミニカスキッパー）為日本三菱汽車自1971年至1974年間開發生產、自第二代三菱Minica衍生而出的輕型車。

## 概要與歷史
1969年 - 10月24日開幕的第16屆東京車展上，原廠展示了「三菱Minica Coupe」，乃以「三菱Minica'70」衍生的輕型二門轎跑車。
1971年 - 5月正式發售，彼時日本車壇進入輕型車追求大馬力的時期，競爭對手計有本田Z、大發Fellow MAX Hardtop、鈴木Fronte Coupe等。斜背式車尾設計令人聯想到自家的三菱Galant GTO，大膽地切斷車尾後端。車尾燈上方有一片稱為「scoop window」、以壓克力製成的玻璃，這是日系車首度採用上下兩片式車窗設計。動力心臟採用俗稱「金色引擎」（因原廠將引擎空氣過濾箱漆成金色的緣故）的359c.c.水冷式OHV直列二缸二衝程2G10型引擎，可輸出最大馬力38ps / 7,000 rpm、最大扭力38.3 N·m / 6,500 rpm。
1972年 - 10月隨著第三代Minica大改款的腳步實行部分改良，改搭載359c.c.水冷式SOHC直列二缸四衝程2G21型引擎，車名改稱「三菱Minica Skipper IV」。
1973年 - 10月實施部分改良，縮編車型陣容，同時全車系廢除單片式鐵輪圈。
1974年 - 受到汽車廢氣排放標準日趨嚴苛的影響，7月停產停售。

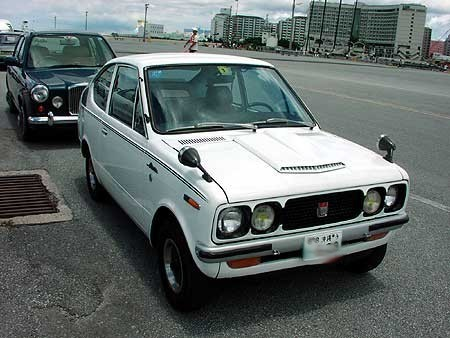
屬於729車輛的Minica Skipper
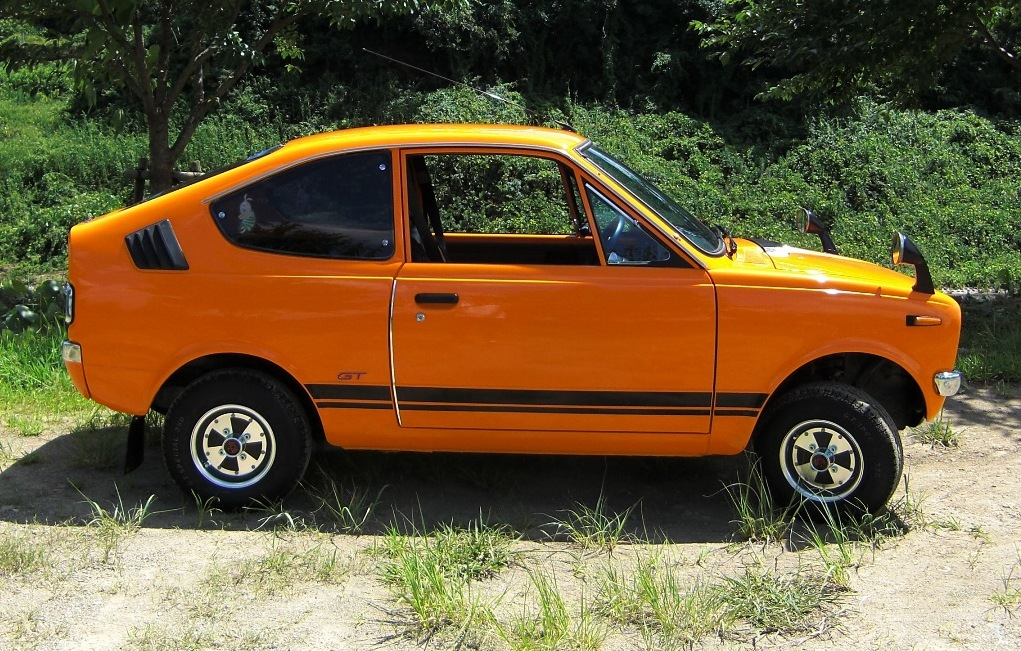
車側
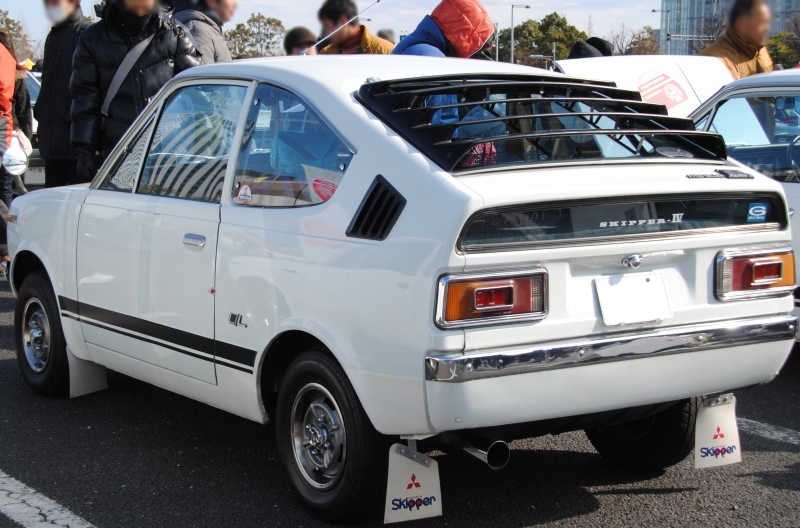
車尾

## 外部連結
- （日語）【連載全10話】第2話三菱ミニカ スキッパー・・・軽規格のスペシャルティーカー特集 （页面存档备份，存于）
- （日語）まるで三菱「ギャランGTO」のような「ミニカスキッパー」は360cc！「パーツはストックしてずっと維持していきます」 （页面存档备份，存于）